# Лукина, Елена Ивановна
Еле́на Ива́новна Лукина́ (3 июня 1920, Саратов — 9 января 2015) — авиационный штурман во время Великой Отечественной войны; почётная гражданка Саратова.

## Биография
С 1940 г. училась на факультете защиты растений сельскохозяйственного института. В декабре 1942 года ушла добровольцем на фронт; была комсоргом и штурманом в авиационном полку Героя Советского Союза Марины Расковой. 9 мая 1945 г. встретила в Курляндии (Восточная Пруссия) в звании гвардии лейтенанта. Демобилизовалась в 1947 г.
Окончила высшую партийную школу в Саратове. Работала заведующей отделом агитации и пропаганды Микояновского районного комитета КПСС (Астрахань), затем — в Саратове, в Управлении Приволжской железной дороги (начальник отдела научно-технической информации).
В 1975 г. вышла на пенсию. В 1975—1988 гг. возглавляла Совет ветеранов Волжского района, затем была членом президиума городского и Волжского совета ветеранов. С 2003 года — член международного клуба женщин-лётчиц «Авиатриса».

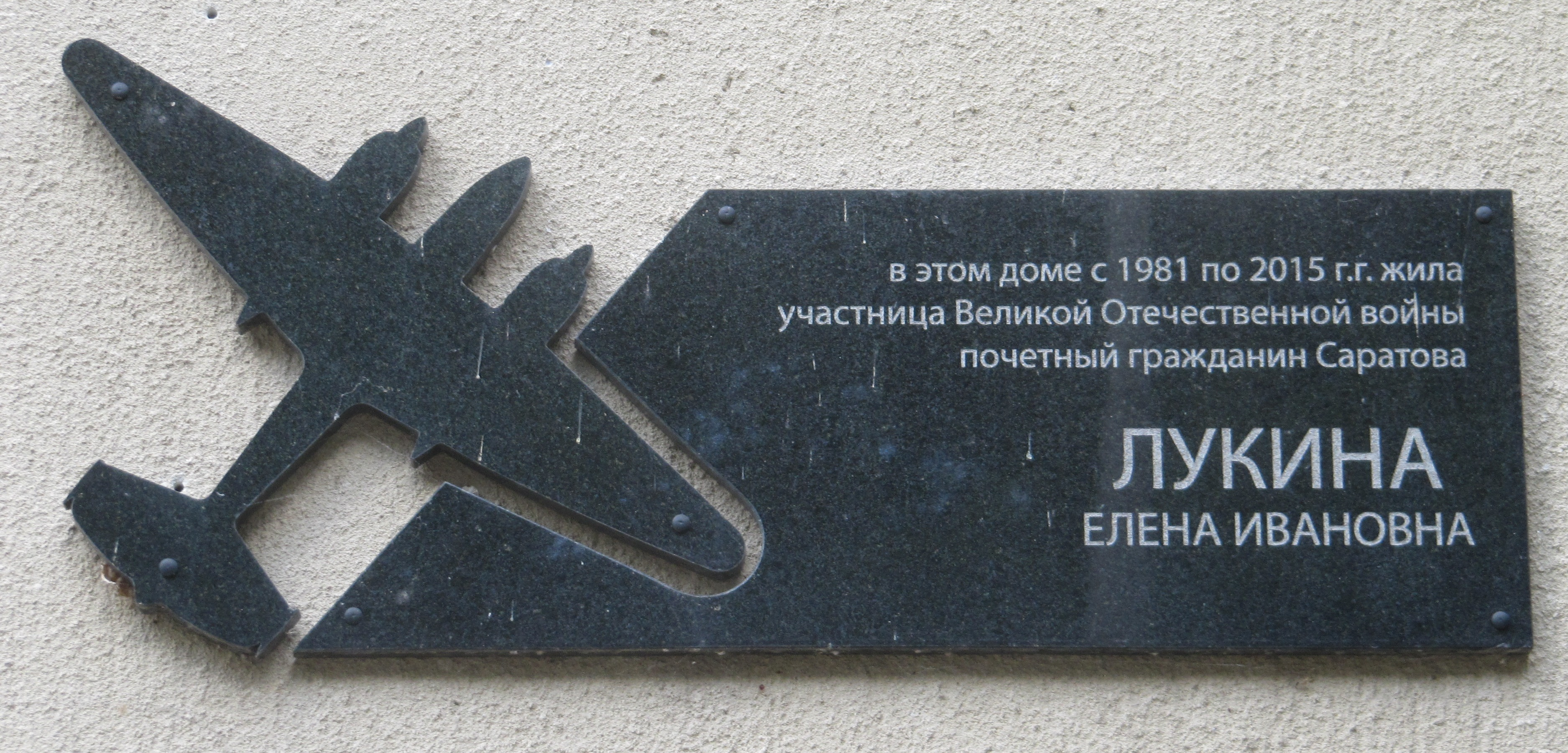
Лукина Е.И. мемориальная доска

Похоронена на старом Елшанском кладбище.

## Награды и признание
- орден Красной Звезды
- орден Отечественной войны II степени
- медаль «За оборону Сталинграда»
- медаль «За взятие Кёнигсберга»
- медаль «За оборону Кавказа»
- медаль «За победу над Германией в Великой Отечественной войне 1941—1945 гг.»
- «Почётный железнодорожник»
- «Почётный пропагандист г. Саратова»
- «Человек года 1993»
- почётный знак «За милосердие и благотворительность»
- почётная гражданка Саратова (2004)